# ماریا پینیگینا
ماریا پینیگینا (روسی: Мария Джумабаевна Пинигина؛ زادهٔ ۹ فوریه ۱۹۵۸) دونده اهل اتحاد شوروی است.
وی در مسابقات کشوری و بین‌المللی در مجموع برندهٔ ۱ مدال طلا، ۱ مدال نقره، ۲ مدال برنز شده‌است.